# Oratorio della Compagnia della Santissima Trinità (Limite)
L'oratorio della Compagnia della Santissima Trinità a Limite si trova nel comune di Capraia e Limite, in provincia di Firenze.
Questo oratorio,  adiacente alla chiesa di Santa Maria a Limite, conserva sull'altare la Santissima Trinità con donatore di Giovan Battista Naldini  (1566 ca.). Arredato da sedili e pancali del secolo XVII, è decorato con affreschi settecenteschi (Resurrezione, Concerto di Angeli nel soffitto e nella volta, Natività e Pietà sulle pareti) di  Giuseppe Gricci. Le decorazioni a grisaille lungo le pareti sono di Ottavio Vannini (1882).